# العلاقات البرتغالية الكرواتية
العلاقات البرتغالية الكرواتية هي العلاقات الثنائية التي تجمع بين البرتغال وكرواتيا.

## مقارنة بين البلدين
هذه مقارنة عامة ومرجعية للدولتين:
| وجه المقارنة                                              | البرتغال                                                  | كرواتيا                                                  |
| --------------------------------------------------------- | --------------------------------------------------------- | -------------------------------------------------------- |
| المساحة (كم2)                                             | 92.21 ألف                                                 | 56.59 ألف                                                |
| عدد السكان (نسمة)                                         | 10.60 مليون                                               | 4.11 مليون                                               |
| الكثافة السكانية (ن./كم²)                                 | 114.95                                                    | 72.63                                                    |
| العاصمة                                                   | لشبونة                                                    | زغرب                                                     |
| اللغة الرسمية                                             | اللغة البرتغالية، اللغة الميراندية                        | اللغة الكرواتية                                          |
| العملة                                                    | يورو، اسكودو برتغالي                                      | كونا كرواتية                                             |
| الناتج المحلي الإجمالي (بليون دولار)                      | 217.57 مليار                                              | 54.85 مليار                                              |
| الناتج المحلي الإجمالي (تعادل القوة الشرائية) بليون دولار | 307.82 مليار                                              | 94.64 مليار                                              |
| الناتج المحلي الإجمالي الاسمي للفرد دولار أمريكي          | 19.22 ألف                                                 | 11.54 ألف                                                |
| الناتج المحلي الإجمالي للفرد دولار أمريكي                 | 28.76 ألف                                                 | 21.64 ألف                                                |
| مؤشر التنمية البشرية                                      | 0.830                                                     | 0.818                                                    |
| رمز المكالمات الدولي                                      | +351                                                      | +385                                                     |
| رمز الإنترنت                                              | .pt                                                       | .hr                                                      |
| المنطقة الزمنية                                           | توقيت غرب أوروبا، توقيت غرب أوروبا الصيفي، أوروبا/لشبونة ‏ | توقيت وسط أوروبا، ت ع م+01:00، ت ع م+02:00، أوروبا/زغرب ‏ |

## مدن متوأمة
في ما يلي قائمة باتفاقيات التوأمة بين مدن برتغالية وكرواتية:
- ترتبط لشبونة مع زغرب باتفاقية توأمة منذ 28 سبتمبر 1992.

## منظمات دولية مشتركة
يشترك البلدان في عضوية مجموعة من المنظمات الدولية، منها:
| علم المنظمة | اسم المنظمة                               | تاريخ انضمام البرتغال | تاريخ انضمام كرواتيا |
| ----------- | ----------------------------------------- | --------------------- | -------------------- |
|             | الاتحاد الأوروبي                          | 1986                  | 1 يوليو 2013         |
|             | وكالة ضمان الاستثمار متعدد الأطراف        | 6 يونيو 1988          | 19 مارس 1993         |
|             | الأمم المتحدة                             | 14 ديسمبر 1955        | 22 مايو 1992         |
|             | الفريق المعني برصد الأرض                  | ?                     | ?                    |
|             | مركز تنسيق الحركة في أوروبا ‏              | ?                     | ?                    |
|             | منظمة حظر الأسلحة الكيميائية              | ?                     | ?                    |
|             | منظمة التجارة العالمية                    | ?                     | ?                    |
|             | منظمة الشرطة الجنائية الدولية             | ?                     | ?                    |
|             | منظمة الأمن والتعاون في أوروبا            | 25 يونيو 1973         | 24 مارس 1992         |
|             | مؤسسة التنمية الدولية                     | 29 ديسمبر 1992        | 25 فبراير 1993       |
|             | حلف شمال الأطلسي                          | 4 أبريل 1949          | 1 أبريل 2009         |
|             | يونسكو                                    | 11 مارس 1965          | 1 يونيو 1992         |
|             | مجلس أوروبا                               | ?                     | ?                    |
|             | الاتحاد البريدي العالمي                   | ?                     | ?                    |
|             | البنك الدولي للإنشاء والتعمير             | 29 مارس 1961          | 25 فبراير 1993       |
|             | اتفاقية السماوات المفتوحة                 | ?                     | ?                    |
|             | المنظمة الهيدروغرافية الدولية             | ?                     | ?                    |
|             | الاتحاد الدولي للاتصالات                  | 1866                  | 3 يونيو 1992         |
|             | مؤسسة التمويل الدولية                     | 8 يوليو 1966          | 25 فبراير 1993       |
|             | المنظمة الأوروبية لسلامة الملاحة الجوية   | 1986                  | 1997                 |
|             | المركز الدولي لتسوية المنازعات الاستشارية | 1 أغسطس 1984          | 22 أكتوبر 1998       |
|             | مجموعة أستراليا                           | 1985                  | 2007                 |
|             | مجموعة الموردين النوويين                  | ?                     | ?                    |

## وصلات خارجية
- موقع وزارة الخارجية البرتغالية
- موقع وزارة الخارجية الكرواتية